# Colin Wilson
Colin Henry Wilson (Leicester, 26 giugno 1931 – Cornovaglia, 5 dicembre 2013) è stato uno scrittore britannico.
Le opere di Wilson comprendono saggi nell'ambito della psicologia, archeologia, letteratura e arte, nonché romanzi di fantascienza, horror e gialli. Dal suo romanzo I vampiri dello spazio è stato tratto il film Space Vampires (Lifeforce).

## Biografia
Wilson è nato e cresciuto a Leicester. Lasciò gli studi all'età di 16 anni e lavorò in fabbrica e in altre attività, nel frattempo dedicava il suo tempo libero alla lettura. Nel 1956, a 24 anni, pubblicò The Outsider dove analizzava il ruolo dei cosiddetti "outsider" nella cultura affrontando alcuni personaggi di rilievo (tra i quali Jean-Paul Sartre, Ernest Hemingway, Hermann Hesse, Fëdor Dostoevskij, T.E. Lawrence e Vincent van Gogh), indagandoli sotto l'aspetto dell'alienazione sociale: il libro ebbe grande successo e contribuì in maniera rilevante alla popolarizzazione del lavoro di questi autori.

## Opere
(elenco parziale)
- Lo straniero (The Outsider, 1956), trad. di Aldo Rosselli e Enzo Siciliano, Lerici, Milano, 1958; L'outsider, trad. di Thomas Fazi, Atlantide, Roma, 2016.
- Religion and the Rebel, 1957
- The Frenchman (racconto), su Evening Standard, 22 agosto 1957.
- The Age of Defeat, 1959 (titolo USA The Stature of Man)
- Riti notturni (Ritual in the Dark, 1960), trad. di A. Rostagno e D. Cornaggia Medici, Lerici, Milano, 1960; trad. di Nicola Manuppelli, Carbonio Editore, Milano, 2019.
- Enciclopedia del delitto (Encyclopedia of Murder, con Patricia Pitman, 1961), trad. di Ettore Capriolo, Lerici, Milano, 1964; ora Ghibli, Milano, 2015.
- Arrivederci a Soho (Adrift in Soho, 1961), trad. di Adriana Dell'Orto, Lerici, Milano 1963.
- Watching the Bird (racconto), su Evening News, 12 settembre 1961.
- Uncle Tom and the Police Constable (racconto, su Evening News, 23 ottobre 1961)
- He Couldn't Fail (racconto), su Evening News 29 dicembre 1961.
- The Strength to Dream: Literature and the Imagination, 1962.
- Uncle and the Lion (racconto), su Evening News, 28 settembre 1962.
- Hidden Bruise (racconto), su Evening News, 3 dicembre 1962.
- Origine degli impulsi sessuali (Origins of the Sexual Impulse, 1963), trad. di Leda Mussio Sartini, Lerici, Milano, 1964.
- The World of Violence, 1963 (titolo USA The Violent World of Hugh Greene)
- Il diario sessuale di Gerard Sorme (Man Without a Shadow, 1963; titolo USA The Sex Diary of Gerard Sorme), trad. di Nuccia Agazzi, Lerici, Milano, 1965; L'uomo senza ombra. Il diario sessuale di Gerard Sorme, trad. di Nicola Manuppelli, Carbonio 2020.
- The Wooden Cubes (racconto), su Evening News, 27 giugno 1963.
- Rasputin and the Fall of the Romanovs, 1964.
- Brandy of the Damned, 1964 (poi espanso e riedito come Chords and Discords/Colin Wilson On Music)
- Un dubbio necessario (Necessary Doubt, 1964), trad. di Nicola Manuppelli, Carbonio Editore, Milano, 2018.
- Beyond the Outsider, 1965
- Eagle and Earwig, 1965
- La conoscenza sessuale e i giovani: guida per teenager (Sex and the Intelligent Teenager, 1966), trad. di J. Pinna Pintor, Lerici, Milano, 1966.
- Introduction to the New Existentialism, 1966
- La gabbia di vetro (The Glass Cage, 1966), trad. di Nicola Manuppelli, Carbonio Editore, Milano, 2018
- I parassiti della mente (The Mind Parasites, 1967), Fanucci, Roma, 1977.
- Voyage to a Beginning, 1969.
- A Casebook of Murder, 1969.
- Bernard Shaw: A Reassessment (1969)
- La pietra filosofale (The Philosopher's Stone, 1969), trad. di Teobaldo Del Tanaro, MEB, Torino, 1976; come Specie immortale, Mondadori, Milano, 2001; anche in Urania Collezione n.153 Mondadori, Milano, 2015 .
- Poetry and Mysticism (1969; espanso successivamente nel 1970)
- The Return of the Lloigor (racconto), in Tales of the Cthulhu Mythos, a cura di August Derleth, 1969 (poi rivisto e ripubblicato come volume separato).
- L'amour: The Ways of Love, 1970.
- The Strange Genius of David Lindsay (con E. H. Visiak e J.B. Pick), 1970.
- Strindberg, 1970
- The God of the Labyrinth, 1970 (titolo USA The Hedonists)
- The Killer, 1970 (titolo USA Lingard)
- L'occulto. Una storia della magia attraverso i secoli (The Occult: A History, 1971), trad. di P. Valli, Astrolabio, Roma, 1975.
- The Black Room, 1971
- La filosofia degli assassini (Order of Assassins: The Psychology of Murder, 1972), trad. di Sem Schlumper, Longanesi, Milano, 1972.
- New Pathways in Psychology: Maslow and the Post-Freudian Revolution, 1972.
- Strani poteri (Strange Powers, 1973), Astrolabio, Roma, 1976.
- "Tree" by Tolkien, 1973.
- Hermann Hesse, 1974.
- Wilhelm Reich, 1974.
- Jorge Luis Borges, 1974.
- Hesse-Reich-Borges: Three Essays, 1974.
- Ken Russell: A Director in Search of a Hero, 1974.
- A Book of Booze, 1974.
- The Schoolgirl Murder Case, 1974.
- The Unexplained, 1975.
- Facoltà paranormali (Mysterious Powers, 1975; titolo USA They Had Strange Powers), trad. di M. R. Parigi, Rizzoli, Milano, 1976.
- The Craft of the Novel, 1975.
- Realta inesplicabili (Enigmas and Mysteries, 1975), trad. di I. Z. Bertolotti, Rizzoli, Milano, 1977.
- The Geller Phenomenon (1975)
- I vampiri dello spazio (The Space Vampires, 1976), trad. di Doris Cerea, Mondadori, Milano, 1978.
- Colin Wilson's Men of Mystery (titolo USA Dark Dimensions; con autori vari), 1977.
- Misteri. Studio sull'occulto, il paranormale e il supernormale (Mysteries , 1978), Astrolabio, Roma, 1979.
- Mysteries of the Mind (con Stuart Holroyd), 1978.
- The Haunted Man: The Strange Genius of David Lindsay, 1979.
- Timeslip (racconto), in Aries I, a cura di John Grant, 1979.
- Science Fiction as Existentialism, 1980.
- Starseekers, 1980.
- Frankenstein's Castle: the Right Brain-Door to Wisdom, 1980.
- The Book of Time, a cura di John Grant and Colin Wilson, 1980.
- G. I. Gurdjieff. La guerra contro il sonno della coscienza (The War Against Sleep: The Philosophy of Gurdjieff, 1980), Atanòr, Roma, 1985.
- The Directory of Possibilities, a cura di Colin Wilson and John Grant, 1981.
- Poltergeist!: A Study in Destructive Haunting, 1981.
- Anti-Sartre, with an Essay on Camus, 1981.
- The Quest for Wilhelm Reich, 1982.
- The Goblin Universe (con Ted Holiday), 1982.
- Access to Inner Worlds: The Story of Brad Absetz, 1983.
- Encyclopedia of Modern Murder, 1962-82, 1983.
- A Novelization of Events in the Life and Death of Grigori Efimovich Rasputin, in Tales of the Uncanny, Reader's Digest Association, 1983 (una versione abbreviata del successivo The Magician from Siberia).
- Detective dell'impossibile (The Psychic Detectives: The Story of Psychometry and Paranormal Crime Detection, 1984), trad. di Sandra Martelli, SugarCo, Milano, 1987.
- A Criminal History of Mankind, 1984; edizione rivista e aggiornata 2005.
- Il signore del profondo. Jung e il ventesimo secolo (Lord of the Underworld: Jung and the Twentieth Century, 1984), trad. di Anna Cavalieri, Atanòr, Roma, 1986.
- The Janus Murder Case, 1984.
- The Bicameral Critic, 1985.
- The Essential Colin Wilson, 1985.
- Rudolf Steiner (Rudolf Steiner: The Man and His Vision, 1985), trad. di Leone Diena, Longanesi, Milano, 1986; poi TEA, Milano, 1995.
- Afterlife: An Investigation of the Evidence of Life After Death, 1985.
- The Personality Surgeon, 1985.
- An Encyclopedia of Scandal, a cura di Colin Wilson e Donald Seaman, 1986.
- The Book of Great Mysteries, a cura di Colin Wilson e Dr. Christopher Evans, 1986.
- An Essay on the 'New' Existentialism, 1988.
- The Laurel and Hardy Theory of Consciousness, 1986.
- Spider World: The Tower, 1987.
- Spider World: The Delta, 1987.
- Marx Refuted - The Verdict of History, a cura e con contributi di Colin Wilson e Ronald Duncan, Bath, (UK), 1987, ISBN 0-906798-71-X.
- Aleister Crowley. La natura della Bestia (Aleister Crowley: The Nature of the Beast, 1987), Gremese, Roma, 1990.
- The Musician as 'Outsider, 1987.
- The Encyclopedia of Unsolved Mysteries (con Damon Wilson), 1987.
- Jack the Ripper: Summing Up and Verdict (con Robin Odell), 1987.
- Autobiographical Reflections, 1988.
- The Misfits: A Study of Sexual Outsiders, 1988.
- Beyond the Occult, 1988.
- The Mammoth Book of True Crime, 1988.
- The Magician from Siberia, 1988.
- The Decline and Fall of Leftism, 1989.
- Written in Blood: A History of Forensic Detection, 1989.
- Existentially Speaking: Essays on the Philosophy of Literature, 1989.
- Il libro nero dei serial killer (Serial Killers: A Study in the Psychology of Violence, 1990), ed. italiana aggiornata e ampliata da Massimo Centini e Andrea Accorsi, Newton & Compton, Roma, 2005.
- Alla scoperta dei misteri del soprannaturale. Un viaggio attraverso i grandi segreti della Terra (The Mammoth Book of the Supernatural, 1991), trad. di Erberto Petoia, Newton & Compton, Roma, 1998.
- Spider World: The Magician, 1992.
- Mozart's Journey to Prague, 1992.
- The Strange Life of P.D. Ouspensky, 1993.
- Unsolved Mysteries (con Damon Wilson), 1993.
- Outline of the Female Outsider, 1994.
- A Plague of Murder, 1995.
- Da Atlantide alla Sfinge (From Atlantis to the Sphinx, 1996), trad. di Stefania Manetti, Piemme, Casale Monferrato, 1997; poi Bompiani, Milano, 2003.
- An Extraordinary Man in the Age of Pigmies: Colin Wilson on Henry Miller, 1996.
- The Atlas of Sacred Places, 1997.
- Misteri dell'universo (The Unexplained Mysteries of the Universe, 1997), trad. di Nicoletta Seccaccini, Idealibri, Rimini, 1998.
- Below the Iceberg: Anti-Sartre and Other Essays (reissue with essays on postmodernism, 1998)
- The Corpse Garden, 1998.
- The Books in My Life, 1998.
- Dei dell'altro universo. Indagine sugli incontri ravvicinati dalle antiche civiltà ad oggi (Alien Dawn, 1999), trad. di Claudio De Nardi, Piemme, Casale Monferrato, 1999.
- The Devil's Party (titolo USA Rogue Messiahs), 2000
- Gli eredi di Atlantide (The Atlantis Blueprint, con Rand Flem-Ath, 2000), trad. di Tuvia Fogel, Piemme, Casale Monferrato, 2001.
- Il grande libro dei misteri irrisolti. Una straordinaria antologia, una storia affascinante che spazia sui più grandi misteri dell'umanità (The Mammoth Encyclopedia of Unsolved Mysteries, 2000), trad. di Franco Ossola, Newton & Compton, Roma, 2002.
- Illustrated True Crime: A Photographic History, 2002.
- The Tomb of the Old Ones (con John Grant), 2002.
- Spider World: Shadowlands, 2002.
- Oltre i sogni : autobiografia di un Outsider, trad. di Enrico Bistazzoni, Atlantide, Roma, 2017 (Dreaming To Some Purpose, 2004).
- Atlantis and the Kingdom of the Neanderthals, 2006.
- Crimes of Passion: The Thin Line Between Love and Hate, 2006.
- The Angry Years: The Rise and Fall of the Angry Young Men, 2007.
- Serial Killer Investigations, 2007.

## Filmografia
- Space Vampires (Lifeforce), regia di Tobe Hooper (1985). Da I vampiri dello spazio.